# Elías Querejeta Insausti
Elías Querejeta Insausti fue un político español que ocupó puestos relevantes durante la Dictadura franquista.

## Biografía
De origen donostiarra, durante la Guerra civil apoyó a las fuerzas del Bando sublevado. 
En octubre de 1939 fue nombrado jefe provincial de FET y de las JONS en Guipúzcoa. Querejeta, que se encontró al partido único escasamente organizado y arraigado, buscó la integración de los tradicionalistas locales en el seno de FET y de las JONS. Sin embargo, no tardaría en tener numerosos conflictos tanto con los sectores falangistas más intransigentes como con el gobernador civil, el militar monárquico Gerardo Caballero Olabézar. Las tensiones entre ambos cargos fueron tales que ambos acabarían siendo destituidos de sus cargos —siendo ambos sustituidos por Fermín Sanz-Orrio—.
Posteriormente sería gobernador civil de Murcia, entre octubre de 1941 y abril de 1943. Querejeta mantuvo una política represiva durante el periodo que ejerció el cargo, que implicó fusilamientos y la depuración de funcionarios públicos.
Procurador en las Cortes franquistas entre 1943 y 1946, en representación de la Organización Sindical.

## Familia
Fue padre del guionista y productor cinematográfico Elías Querejeta.

## Reconocimientos
- Encomienda sencilla de la Cruz de Cisneros (1944)[4]